# Катланово
Катланово (мкд. Катланово) је насеље у Северној Македонији, у северном делу државе. Катланово припада општини Петровец, која окупља источна предграђа Града Скопља.
Катланово је познато по Катлановској бањи, која се налази непосредно северно од села и спада у најважније бање у Северној Македонији.

## Географија
Катланово је смештено у северном делу Северне Македоније. Од најближег већег града, Скопља, насеље је удаљено 30 km источно.
Насеље Катланово је у оквиру историјске области Блатија, која се обухвата источни део Скопског поља. Насеље је смештено на источном делу поља. Кроз насеље тече река Пчиња, која јужно улази у Бадарску клисуру. Северно од насеља издиже се брежуљкаст крај Которци. Надморска висина насеља је приближно 250 метара.
Месна клима је измењена континентална са мањим утицајем Егејског мора (жарка лета).

## Становништво
Катланово је према последњем попису из 2002. године имало 769 становника.
Етнички састав:
| Националност | Укупно        |
| Македонци    | 2.312 (54,4%) |
| Албанци      | 275 (35,8%)   |
| Цигани       | 63 (8,2%)     |
| остали       | 13 (1,7%)     |

Већинска вероисповест је православље, а мањинска ислам.